# Le Tréport
Le Tréport – miejscowość i gmina we Francji, w regionie Normandia, w departamencie Sekwana Nadmorska.
Według danych na rok 1990 gminę zamieszkiwało 6227 osób, a gęstość zaludnienia wynosiła 920 osób/km² (wśród 1421 gmin Górnej Normandii Le Tréport plasuje się na 45. miejscu pod względem liczby ludności, natomiast pod względem powierzchni na miejscu 549.).

## Linki zewnętrzne

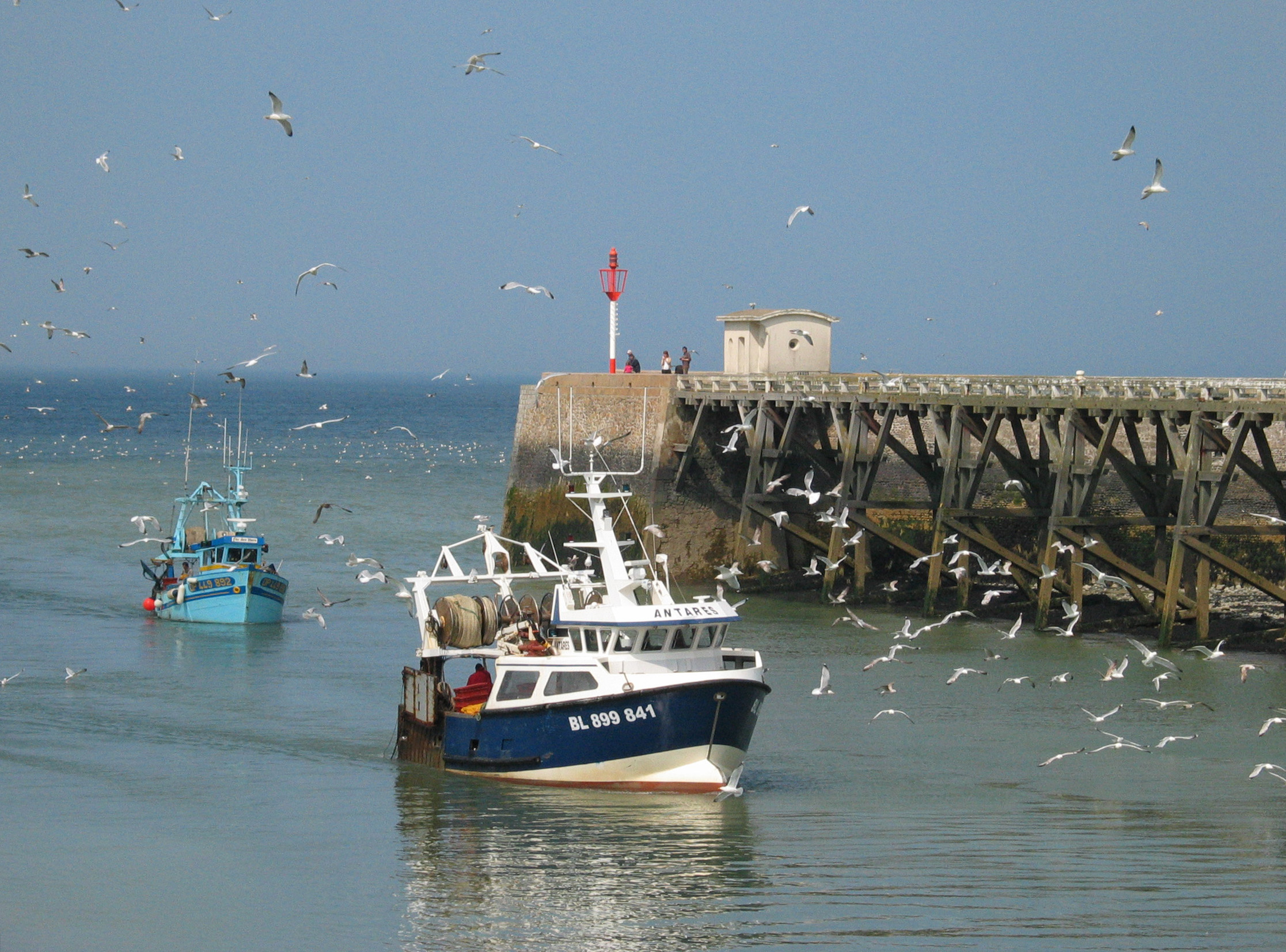
Le Tréport